# Яичный
Яичный — остров архипелага Чечень (Каспийское море), самый южный из Чеченских островов. Расположен к северу от Аграханского полуострова, от которого отделён Лопатинским проходом. В годы, когда уровень Каспия снижается, проход между островами Базар и Яичный исчезает и острова становятся одним целым. Центральная часть острова возвышенная. Низменные оконечности во время сильных ветров заливаются водой. Остров сложен из песчаных образований.